# Svačić (kalendar)
Svačić je bio hrvatski ilustrirani kalendar (koledar) koji je izlazio u Zadru od 1904. do 1910. godine. Izdano je ukupno sedam brojeva. Nosio je naziv po posljednjemu hrvatskom kralju Petru Svačiću, a počeo je izlaziti na inicijaticu zadarske Hrvatske knjižarnice.
Donosio je razne priloge društvenih, kulturnih i književnih prilika s početka 20. stoljeća. Od književnih vrsta najviše je bilo dramskih ostvarenja, pripovijetki, poezije te književne kritike.

### Članci
- Ivon, Katarina. 2012. Dalmatinski pogled na Mađare i Talijane početkom 20. stoljeća (predodžbe o Mađarima i Talijanima u Svačiću) (PDF). Kroatologija. Odjel za izobrazbu učitelja i odgojitelja Sveučilišta u Zadru. 3 (1): 3–18. Pristupljeno 29. ožujka 2025. Prenosi Hrčak – Portal znanstvenih časopisa Republike Hrvatske.